# Моинкум
Моинкум (каз. Мойынқұм) — станция в Коксуском районе Жетысуской области Казахстана. Входит в состав сельского округа Мусабек. Находится на реке Биже. Код КАТО — 194843500.

## Население
В 1999 году население станции составляло 82 человека (38 мужчин и 44 женщины). По данным переписи 2009 года, в населённом пункте проживали 52 человека (33 мужчины и 19 женщин).